# Multiplicador

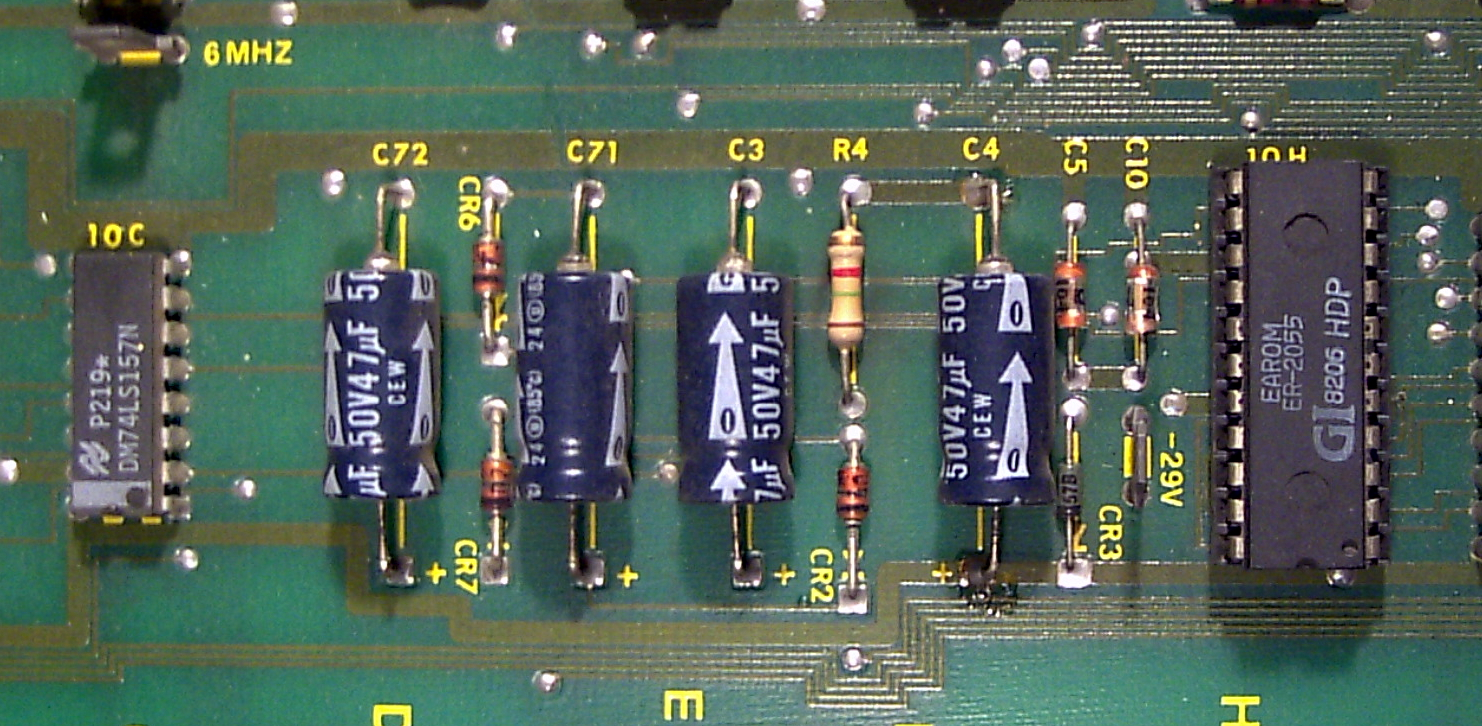
Els díodes i condensadors formen un multiplicador de tensió per obtenir la Vgg (-28V) de la EAROM. Atari, 1982

Els circuits multiplicadors són xarxes de díodes i condensadors que a partir d'una tensió alterna proporcionen una tensió continua molt alta. Normalment es solen denominar pel factor multiplicador que tenen (triplicador, quadruplicador...)
Existeixen controladors integrats per multiplicadors de tensió, que només necessiten condensadors externs per a proporcionar tensions regulades amb limitació de corrent o sense.
També se’ls anomena "bombes de tensió", podent proporcionar tensions tant positives com negatives. El seu principal inconvenient consisteix que només permeten corrents mitges baixes, a causa del fet que utilitzen condensadors com a elements de pas de corrent i amb valors raonables de condensadors, s'obtenen impedàncies bastant elevades.